# Gianni
Gianni ist ein italienischer männlicher Vorname. Er ist die Kurzform von Giovanni, der dem deutschen Vornamen Johannes entspricht. Die weibliche Form des Namens ist Gianna. Gianni sowie die eigenständige Form Di Gianni treten auch als Familiennamen auf.

## Namensträger

### Männlicher Vorname
- Gianni Agnelli (1921–2003), italienischer Industrieller
- Gianni Alemanno (* 1958), italienischer Politiker
- Gianni Amelio (* 1945), italienischer Filmregisseur
- Gianni Baget Bozzo (1925–2009), italienischer Geistlicher und Politiker
- Gianni Bella (* 1946), italienischer Sänger
- Gianni Bugno (* 1964), italienischer Radrennfahrer
- Gianni Caproni (1886–1957), italienischer Luftfahrtingenieur und Unternehmer
- Gianni Celati (1937–2022), italienischer Schriftsteller und Übersetzer
- Gianni Celeste (* 1964), italienischer Sänger
- Gianni Clerici (1930–2022), italienischer Tennisjournalist und Buch-Autor
- Gianni Colombo (1937–1993), italienischer Künstler
- Gianni Coveli (* 1970), deutscher Fußballspieler und -trainer
- Gianni Da Ros (* 1986), italienischer Radrennfahrer
- Gianni Danzi (1940–2007), italienischer Kurienbischof
- Gianni De Biasi (* 1956), italienischer Fußballspieler und -trainer
- Gianni De Luca (1927–1991), italienischer Comiczeichner
- Gianni De Michelis (1940–2019), italienischer Politiker
- Gianni Dova (1925–1991), italienischer Maler
- Gianni Ehrensperger (* 1985), Schweizer Eishockeyspieler
- Gianni Ferrio (1924–2013), italienischer Filmkomponist
- Gianni Garko (* 1935), kroatischer Schauspieler
- Gianni Gebbia (* 1961), italienischer Jazz-Saxophonist und -Klarinettist
- Gianni Giudici (* 1946), italienischer Automobilrennfahrer
- Gianni Guigou (* 1975), uruguayischer Fußballspieler
- Gianni Infantino (* 1970), Schweizer Jurist und Fußballfunktionär
- Gianni Letta (* 1935), italienischer Politiker, Jurist und Journalist
- Gianni Matheja (* 2005), deutscher Webvideoproduzent und Student
- Gianni Meersman (* 1985), belgischer Radrennfahrer
- Gianni Morandi (* 1944), italienischer Sänger und Schauspieler
- Gianni Morbidelli (* 1968), italienischer Automobilrennfahrer
- Gianni Motta (* 1943), italienischer Radrennfahrer
- Gianni Motti (* 1958), Schweizer Künstler italienischer Herkunft
- Gianni Munari (* 1983), italienischer Fußballspieler
- Gianni Puccini (1914–1968), italienischer Filmregisseur und Drehbuchautor
- Gianni Raimondi (1923–2008), italienischer Operntenor
- Gianni Rivera (* 1943), italienischer Fußballspieler und später Politiker
- Gianni Rizzo (1924–1992), italienischer Schauspieler
- Gianni Rodari (1920–1980), italienischer Schriftsteller
- Gianni Romme (* 1973), niederländischer Eisschnellläufer und Trainer
- Gianni Sanjust (1934–2020), italienischer Jazzmusiker
- Gianni Spano (* 1954), Schweizer Sänger und Musiker
- Gianni Toti (1924–2007), italienischer Künstler
- Gianni Vattimo (1936–2023), italienischer Philosoph, Autor und Politiker
- Gianni Versace (1946–1997), italienischer Modeschöpfer
- Gianni Vitiello  (1973–2009), deutscher DJ der Berliner Techno-Undergroundkultur
- Gianni Zanasi (* 1965), italienischer Drehbuchautor und Filmregisseur
- Gianni Zuiverloon (* 1986), niederländischer Fußballspieler

### Weiblicher Vorname
- Gianni Avila, belizische Diplomatin

### Familienname, auchDi Gianni
- Alberto Gianni (1891–1930), italienischer Unterwassertaucher und Erfinder
- Alfonso Gianni (* 1950), italienischer Politiker
- Armando Umberto Gianni OFMCap (* 1939), Bischof von Bouar
- Dimitrie Gianni (1838–1902), rumänischer Politiker
- Enzo Di Gianni (1908–1975), italienischer Dichter, Liedautor, Drehbuchautor und Filmregisseur
- Francesco Gianni (1750–1822), italienischer Improvisator
- Gary Gianni (* 1954), US-amerikanischer Comiczeichner und Illustrator
- Gola Gianni, Pseudonym eines österreichischen Rappers
- Giuseppe Gianni (* 1947), italienischer Chirurg und Politiker
- Lapo Gianni († 1328+), italienischer Dichter
- Luigi Di Gianni (1926–2019), italienischer Dokumentarfilmer
- Mario Gianni (1902–1967), italienischer Fußballspieler
- Matthieu Gianni (* 1985), französischer Fußballspieler
- Nicolás Gianni (* 1982), argentinischer Fußballspieler

### Kunstfigur
- Gianni Schicchi, einaktige Oper von Giacomo Puccini